# Ishemija
Ishemija (gr. ισχαιμία, isch~ - omejitev, haema - kri) je pomanjkanje oskrbe s krvjo v določenem tkivu ali celotnem organu zaradi stisnjenja ali zapore v arteriji.
Posledica ishemije je pomanjkanje kisika in hranil v prizadetih celicah. Dolgotrajnejša ishemija lahko povzroči celično smrt (nekrozo) in infarkt (srčni, pljučni, možganski infarkt ...). Ishemija miokarda povzroča angino pektoris. Vzrok ishemije je navadno zožana stena arterije , na primer zaradi ateroskleroze, tromboze, embolije ... Ishemijo lahko povzročita tudi znižan krvni tlak ali tahikardija.
76
Nastanek preležanin je prav tako povezan z ishemijo dotičnega predela.